# Les Aspres (kanton)
Les Aspres er en fransk kanton beliggende i departementet Pyrénées-Orientales i regionen Occitanie. Kantonen blev oprettet pr. dekret 26. februar 2014 og er dannet af kommuner fra de nedlagte kantoner Céret (4 kommuner), Thuir (17 kommuner) og Toulouges (1 kommune). Kantonen overskrider arrondissementgrænserne med 19 kommuner i Arrondissement Céret og 3 i Arrondissement Perpignan. Hovedby er Thuir. 
Les Aspres består af 22 kommuner :
- Banyuls-dels-Aspres
- Brouilla
- Caixas
- Calmeilles
- Camélas
- Castelnou
- Fourques
- Llauro
- Llupia
- Montauriol
- Oms
- Passa
- Pollestres
- Ponteilla
- Saint-Jean-Lasseille
- Sainte-Colombe-de-la-Commanderie
- Terrats
- Thuir
- Tordères
- Tresserre
- Trouillas
- Villemolaque